# USS Chauncey (DD-3)
USS Chauncey (DD-3) bio je treći američki razarač klase Bainbridge. Ime je dobio po komodoru Isaacu Chaunceyu.

## Povijest
Kobilica je položena 2. prosinca 1899. u brodogradilištu Builder, Neafie & Levy u Philadelphiji. Porinut je 26. listopada 1901. i u operativnu uporabu primljen je 20. studenog 1902.

### Operativna uporaba
Djelovao je u sastavu "Obalne Eskadrile" do 20. rujna 1903. kada je premješten u Azijsku Flotu. Nakon prolaska kroz Sueski kanal doplovio je do Cavite gdje se pridružio snagama koje su predstavljale američke interese na Dalekom Istoku. Zimi je uglavnom plovio Filipinima a ljeti uz obale Kine. Osim perioda od 3. prosinca 1905. do 12. siječnja 1907. kada se nalazio u rezervi, Chauncey je ovu zadaću obavljao sve do ulaska Amerike u Prvi svjetski rat.
Cavitu napuša 1. kolovoza 1917. kako bi iz St. Nazairea u Francuskoj obavljao eskortne dužnost u istočnom Atlantiku. 19. studenog 1917.  177 kilometara zapadno od Gibraltara sudario se s britanskim trgovačkim brodom SS Rose; uskoro je potonuo zajedno s 21 članom posade među kojima je bio i kapetan Walter Reno.

### Zapovjednici
Izvor podataka:
| - Stanford Elwood Moses (20.11. 1902. – 1904.) - Earl Percy Jessop (1904 - 1905) - Joseph Rollie Defrees (1905 - 5.12. 1905) (Izvan službe od 3. prosinca 1905. do 12. siječnja 1907.) - Frank Robert McCrary (12.1. 1907 - 20.7. 1908) - James Harvey Tomb (20.7. 1908 - 9.6. 1909) - Laurance North McNair (9.6.1909 - 11.2. 1911) | - Robert Wright Cabaniss (11.2.1911 - 12.1911.) - John Craig Cunningham (12.1911 - 1912) - Frank Jack Fletcher (3.1912 - 12.1912) - Richard Hill (1912 - 8.5.1913.) - Eugene Morris Woodson (1913 - 1914) - John Calvin Jennings (1914 - 1915) - George Hall Bowdey (1915 - 1916) - Walter Elsworth Reno (1916 - 19.11.1917.) |